# Tajemnica Brokeback Mountain (film)
Tajemnica Brokeback Mountain (ang. Brokeback Mountain) – amerykańsko-kanadyjski dramat filmowy nakręcony w 2005 przez Anga Lee.
Twórcy otrzymali za film szereg nagród, m.in. trzy Oscary, dwie nagrody BAFTA i cztery Złote Globy; łącznie 80 branżowych nagród i 64 nominacje.

## Fabuła
Akcja rozgrywa się w Wyoming i Teksasie. Jack Twist i Ennis Del Mar spotykają się w 1963, mając po 19 lat. Obaj wynajęli się do sezonowej pracy w górach u stóp Brokeback Mountain, gdzie mają pilnować owiec na letnim wypasie. Początkowa nieufność zmienia się w sympatię, a ta w namiętność i głębokie uczucie, przed którym obaj się bronią. Po opuszczeniu gór rozpoczynają nowe życie, wymazując z pamięci namiętny epizod. Ennis poślubia Almę, z którą zakłada rodzinę i ma dwie córki. Jack początkowo dorabia, uprawiając rodeo. Żeni się z Lureen, bogatą córką handlarza maszyn rolniczych, z którą doczekał się syna. Pracuje w firmie teścia, z trudem znosząc jego apodyktyczność i drwiny.
Alma przynosi Ennisowi pocztówkę od Jacka, który chce go odwiedzić w Wyoming. Spotkanie mężczyzn po kilku latach rozłąki uświadamia im, że nie mogą bez siebie żyć. Wybucha romans, który ożywać będzie kilka razy w roku podczas wypadów pod Brokeback Mountain. Trwać tak będą przez kolejne lata, przez zmiany w życiu obu bohaterów, dorastanie dzieci i małżeńskie kłopoty. Z biegiem czasu coraz więcej zaczyna ich dzielić. Wspólna tajemnica zaczyna rzucać się cieniem na codzienne życie oraz losy ich rodzin. Brak przyszłości tego związku oraz strach przed homofobicznym społeczeństwem powodują, że ich uczucie gorzknieje i doprowadza do rozstania. Wikłają się w końcu w sytuacje bez wyjścia, które doprowadzają do upadku i tragedii.

## Oddźwięk filmu

### Oceny
Wśród krytyków i recenzentów pojawiały się opinie o „porywającej historii miłosnej”, o „pięknym, mądrym i wzruszającym obrazie”, „przełomowości”, „wejściu filmu do klasyki kina” oraz porównania do szekspirowskiej tragedii, mitycznych dramatów, takich jak Tristan i Izolda czy Romeo i Julia lub powieściowych „zakazanych miłości” – Lolita i Kochanek lady Chatterley.
W Polsce Brokeback Mountain został uznany za film roku 2006 przez krytyków czasopism „Film”, „Przekrój” i „Esensja” oraz portali Stopklatka.pl oraz Innastrona.pl.
Sklasyfikowany jako jeden z dziesięciu najlepszych filmów o miłości przez serwis AZN Entertainment.

### Kontrowersje i dyskusje
Film wzbudził oburzenie ze strony środowisk konserwatywnych. Ze względu na temat i oskarżenia o „zgniliznę moralną” próbowano zdyskredytować go przed jego obejrzeniem; m.in. zakazano dystrybucji filmu w amerykańskim stanie Utah, a także w Chinach i w Malezji. Ze względu na tematykę zrezygnowano z prób dystrybucji filmu w krajach muzułmańskich. Przeciwko nominacji filmu do Oscara protestowali chrześcijańscy konserwatyści z USA, którzy pod listem do członków Amerykańskiej Akademii Filmowej zebrali 60 tys. podpisów.
Brokeback Mountain zasłynął jako pierwsza oscarowa produkcja, która otwarcie podjęła temat związków homoseksualnych i homofobii. Okazał się również najgłośniejszą i najczęściej dyskutowaną premierą filmową w 2005.

### Filmowy pocałunek
O pewnym wyłomie obyczajowym w kinematografii, jakiego dokonał Brokeback Mountain, może świadczyć również to, że w 2006 podczas przyznawania MTV Movie Awards Jake Gyllenhaal i Heath Ledger otrzymali nagrodę w kategorii „najlepszy pocałunek”. Do podobnej nagrody byli nominowani w tym samym roku do NRJ Ciné Awards. W 2007 serwis LoveFilm.com uznał pocałunek głównych bohaterów za „najlepszy filmowy pocałunek wszech czasów” (w rankingu wyprzedził on heteroseksualne pocałunki ze Śniadania u Tiffany’ego oraz Pana i pani Smith). W ankiecie przeprowadzonej przez londyńską klinikę kosmetyki dentystycznej Glee pocałunek z Brokeback Mountain znalazł się na piątym miejscu „najbardziej pamiętnych pocałunków filmowych”.
W materiałach dystrybutora filmu można znaleźć informację, że podczas kręcenia tej sceny Heath Ledger omal nie złamał Jake’owi Gyllenhaalowi nosa.

### Gra aktorska
Do dobrych stron filmu krytycy zaliczyli role Heatha Ledgera i Jake’a Gyllenhaala, znacznie wyrastające ponad ich wcześniejsze dokonania aktorskie.
Dostrzeżono również drugoplanowe postacie kobiece.

### Scenografia, kostiumy i charakteryzacja
Twórcom filmu zależało na zachowaniu wierności realiów czasu, w którym rozgrywa się akcja, chcąc, aby widzowie uwierzyli w prawdziwość bohaterów. Dla oddania realizmu reżyser Ang Lee, wraz z autorem zdjęć Rodrigo Prietem i Maritem Allenem odpowiedzialnym za kostiumy studiowali m.in. Photographs of American West autorstwa Richarda Avedona ze zdjęciami z lat 60. XX w. Materiały i wiedza dotyczące czasu i miejsca osadzenia akcji były bardzo drobiazgowo studiowane; np. dla zrealizowania sceny w supermarkecie w 1967 roku, dowiadywali się, co było wtedy w sprzedaży, jak wyglądały etykiety, reklamy, jak wyglądał sam supermarket.
Annie Proulx, autorka literackiego pierwowzoru, z pewnymi obawami śledziła produkcję filmową. Z dużym uznaniem wypowiadała się o drobiazgowej i przemyślanej pracy charakteryzatorów i scenografów. Jej zdaniem film zawdzięcza swą autentyczność nagromadzeniu bardzo drobnych szczegółów – brudne paznokcie Ennisa podczas sceny miłosnej, autentyczny, stary znak drogowy, lekka wydatność brzucha starzejącego się Jacka, plamka lakieru do paznokci na palcu Lureen w scenie telefonicznej czy dzbanek do kawy z odpryśniętą emalią.

### Zdjęcia filmowe
Rodrigo Prieto jest autorem zdjęć. Przyjęte przez niego dwa sposoby filmowania filmowania ujęć mają oddać dualizm świata bohaterów. To, co wypełnia przestrzeń między Jackiem a Ennisem kręcone jest głównie w plenerach. Przesycone kolorami pejzaże kręcone są szeroko, w długich perspektywach. Są wręcz idylliczne, spokojne, zawieszone ponad odległą codziennością. Zieleni się bujna przyroda, skrzą się odblaski na wodzie, migocze światłocień przy ognisku, zmienia się pogoda, pory dnia i roku. W takiej scenerii rozgrywa się to, co intymne, niedopowiedziane i subtelne.
Ujęcia miasta kontrastują tu z górami. Plany są spłowiałe od słońca, pozbawione koloru i zaśmiecone. Jeżeli pojawia się kolor, to pstrokaty i plastikowy. Kamera operuje w ograniczonych przestrzeniach: sterylnie prostych domach, dusznych barach, podzielonych zawsze jakąś ścianą czy płotem. Zdjęcia podkreślają rzeczywistość amerykańskiego Zachodu – tradycyjną, pełną sztywnych zasad. To świat pozbawiony harmonii, ograniczający, powierzchowny i gdy bohaterowie wracają do niego z gór, zaczyna się wokół nich zacieśniać i przytłaczać.
Samego Rodrigo Prieto można w filmie spotkać w drobnej roli. To on jest prostytuującym się chłopakiem, którego poderwał Jack w Meksyku.

### Ścieżka dźwiękowa
Napisania muzyki do filmu podjął się argentyński twórca Gustavo Santaolalla, znany z wcześniejszych kompozycji do takich filmów jak Dzienniki motocyklowe i 21 gramów.
Kompozycje Santaolalli oparte są na prostych, wręcz minimalistycznych tematach muzycznych. Spokojne, akustyczne brzmienia gitary podające muzyczną frazę, omawiane są dźwiękami smyczków lub nikłych brzmień elektronicznych. W muzyce tej nie ma kompozycyjnych fajerwerków. Delikatna, przestrzenna, dobrze współgra z filmowanymi rozległymi pejzażami i podkreśla subtelny materiał scenariuszowy, otaczając dźwiękiem widza mającego patrzeć na filmowe sekwencje. W recenzjach podkreśla się wyjątkowość brzmień Santaolalli, którym bliżej jest tu do stylistyki Preisnera niż do typowej hollywoodzkiej muzyki filmowej.
Oryginalnym utworom filmowym towarzyszą standardy countrowe określające czas i miejsce, w których osadzona jest akcja. W filmie pojawiły się następujące utwory:
- The Cowboy’s Lament, utwór tradycyjny
- Water Walking Jesus, komp. James McMurtry, Stephen Bruton i Annie Proulx
- Jukebox, komp. i wyk. Ken Strange, Randall Pugh i Ron Guffnett Courtesy of Sourcerer
- Trust in Lies, komp. Rick Garcia i Craig Eastman, wyk. The Raven Shadows i gośc. Tim Ferguson
- Battle Hymn of the Republic, utwór tradycyjny, wyk. Casey Smith, Darrell Croft, Lloyd Pollock, Peter Orr i Ken Hart
- I Won't Let You Go, komp., prod. i wyk. Gustavo Santaolalla
- An Angel Went Up in Flames, komp., prod. i wyk. Gustavo Santaolalla
- No One's Gonna Love You Like Me, komp. i prod. Gustavo Santaolalla, wyk. Mary McBride
- All Night Blues, komp. Rick Garcia i Craig Eastman, wyk. The Raven Shadows
- I Love Doing Texas With You, komp. Tom Wesselmann, wyk. Kevin Trainor
- King of the Road, komp. i wyk. Roger Miller
- A Love That Will Never Grow Old, muz. Gustavo Santaolalla, tekst Bernie Taupin, wyk. Emmylou Harris
- Quizas, Quizas, Quizas, komp. Osvaldo Farrés, prod. Gustavo Santaolalla, wyk. Rick Garcia
- Capriccio Espagnol, op. 34, komp. Nikołaj Rimski-Korsakow, aranż. Jim Long, wyk. Philharmonica Slavonica
- Mason Dixon Line, komp. i wyk. Jeff Wilson
- Eyes of Green, komp. i wyk. Jeff Wilson
- Devil’s Right Hand, komp. i wyk. Steve Earle
- It’s So Easy, komp. Buddy Holly i Norman Petty, wyk. Linda Ronstadt
- I Don’t Want to Say Goodbye, komp. i prod. Gustavo Santaolalla, wyk. Teddy Thompson
- D-I-V-O-R-C-E, komp. Bobby Braddock i Curly Putman, wyk. Tammy Wynette
- Melissa, komp. Stephen Alaimo i Gregg Allman, wyk. The Allman Brothers Band Courtesy of Island Def Jam Music Group
- I'll Be Gone, komp. i wyk. Terry Gadsden i Fred Kinck Petersen
- I'm Always on a Mountain When I Fall, komp. Merle Haggard, wyk. Merle Haggard
- He Was a Friend of Mine, komp. Bob Dylan, prod. Larry Campbell, wyk. Willie Nelson
- Maker Makes, komp. i wyk. Rufus Wainwright

Gustavo Santaolalla otrzymał za muzykę do fimu kilka znaczących nagród, m.in. Oskara, Złoty Glob, Satellite Award i World Soundtrack Awards. Muzyka Santaolalli powstała jeszcze zanim nakręcono zdjęcia do Brokeback Mountain.
Dystrybucji filmu towarzyszyła publikacja albumu z instrumentalnymi tematami muzycznymi przeplatanymi piosenkami country. Zwraca uwagę niewielka, zaledwie kilkunastominutowa obecność muzyki ilustracyjnej ze ścieżki dźwiękowej.

## Pierwowzór scenariusza
Film oparty jest na opowiadaniu Brokeback Mountain amerykańskiej pisarki E. Annie Proulx, laureatki Nagrody Pulitzera. Opowiadanie to ukazało się pierwotnie w czasopiśmie The New Yorker w październiku 1997 roku, zdobywając uznanie i przynosząc autorce liczne nagrody. Po raz kolejny autorka opublikowała je w zbiorze opowiadań zatytułowanym Close Range: Wyoming Stories w 1999. W Polsce pierwsze wydanie tłumaczenia książki ukazało się w lutym 2006 r. nakładem wydawnictwa Rebis (ISBN 83-7301-878-6) w związku z promocją filmu.

## Realizacja filmu

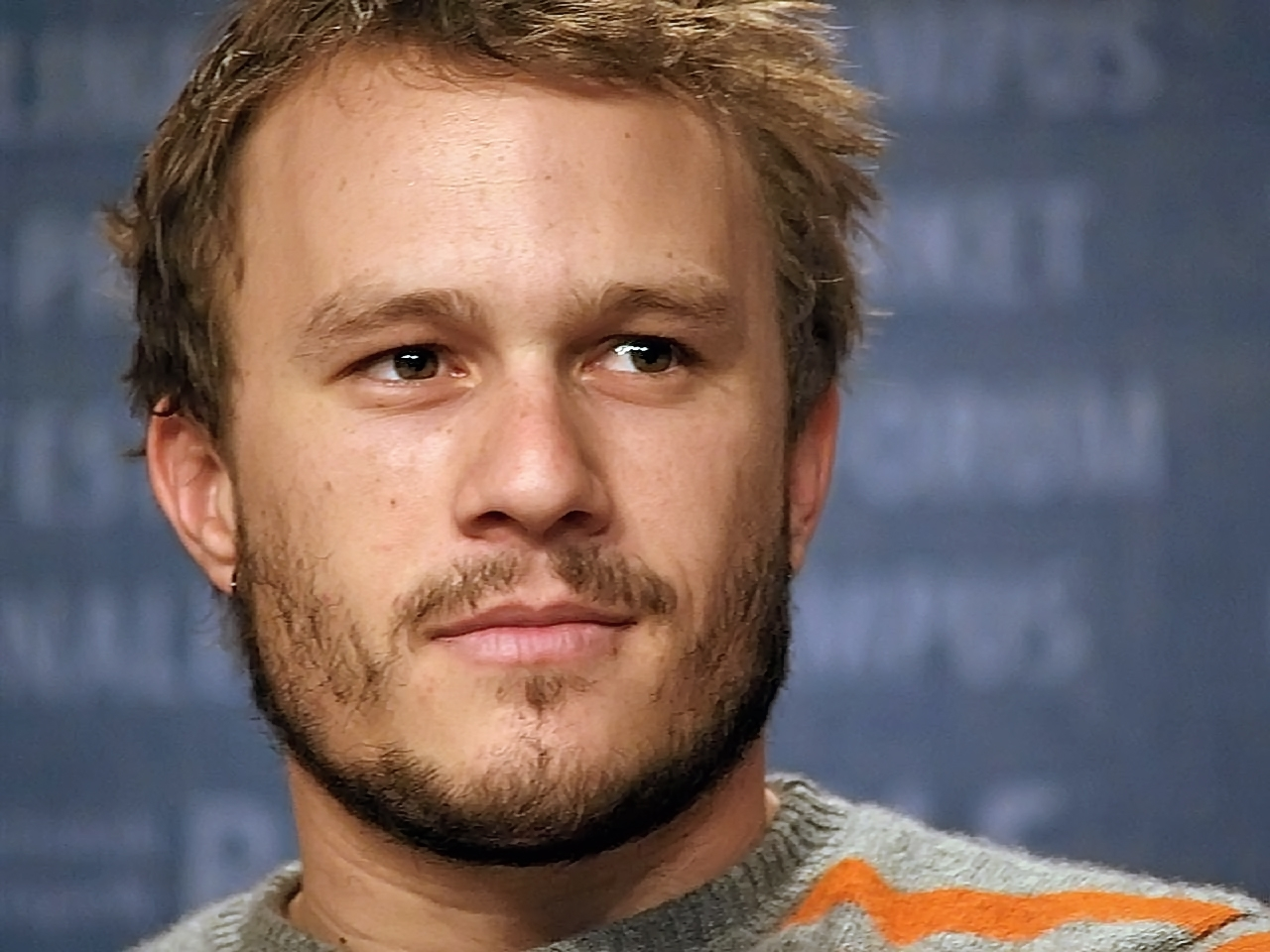
Heath Ledger, odtwórca głównej roli

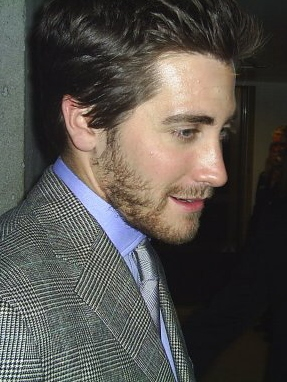
Jake Gyllenhaal, filmowy Jack Twist

Scenariusz został napisany przez Dianę Ossanę oraz zdobywcę Nagrody Pulitzera, Larry’ego McMurtry’ego. Diana Ossana w październiku 1997 dostała do ręki wydanie „The New Yorker” z nowelą Annie Proulx. Po przeczytaniu 2/3 zaczęłam szlochać, i nie przestałam aż do końca. Byłam kompletnie zdołowana. Emocjonalnie wyczerpana. Następnego dnia dałam Larry’emu do przeczytania. Obydwoje stworzyli scenariusz filmowy w niespełna trzy miesiące, jednak przez blisko siedem lat bezskutecznie walczyli o realizację filmu, przedstawiając go wielu reżyserom i aktorom. W Hollywood scenariusz pozostawał znany jako jeden z „wielkich nigdy niewyprodukowanych”.
Ang Lee podjął się reżyserowania filmu w 2003 wraz ze studiem Focus Films i producentem Jamesem Schamusem. Wytwórnia Focus, występująca dawniej pod nazwą Good Machine, zrealizowała wcześniej filmową wersję The Laramie Project, fabularyzowanego dokumentu o skatowaniu na śmierć studenta Matthew Sheparda przez homofobicznych rówieśników, co nie pozostawało bez znaczenia dla odwagi producentów w podjęciu tematu, który wówczas wydawał się bardzo ryzykowny. Główne role Ang Lee zdecydował się powierzyć młodym aktorom. Ubiegali się o nie m.in. Colin Farrell, Josh Hartnett i Billy Crudup. Zaangażowano ostatecznie Heatha Ledgera i Jake’a Gyllenhaala, przy czym hollywoodzka socjeta przestrzegała ich przed błędem, jaki popełniają, grając gejów.
Film był kręcony głównie w prowincji Alberta w Kanadzie. Ang Lee zdecydował, iż będzie to idealne miejsce do kręcenia Brokeback Mountain ze względu na podobne ukształtowanie terenu jak w Wyoming, niskie koszty produkcji w Kanadzie oraz wsparcie finansowe udzielone przez Alberta Film Development Corporation. Zdjęcia kręcono w Albercie w Calgary, Cowley, Crossfield, Irricana, Kananaskis Country, Fort Macleod, Lacombe, Rockyford i Seebe. Ponadto część ujęć nakręcono w USA: w Parku Narodowym Grand Teton w stanie Wyoming oraz w La Mesilla w stanie Nowy Meksyk.
Na potrzeby filmu firma Canadian House Buzz Image Group wykonała 75 efektów wizualnych. Potrzebnych było m.in. 2500 owiec, a na planie było ich zaledwie 700. Montowano również niebo, grad podczas burzy, dodawano lub wymazywano elementy scenografii.
Zdjęcia zakończono w sierpniu 2004, Postprodukcję zamknięto wiosną 2005. Premierowy pokaz odbył się 2 września 2005 podczas Festwalu Filmowego w Wenecji. Dzień później pokazano go po raz pierwszy w USA na Telluride Film Festival.
Sukces filmu zapewnił obu odtwórcom głównych ról wejście do pierwszej ligi aktorów hollywoodzkich. Anga Lee umocnił na pozycji wybitnego reżysera, zaś producentowi Jamesowi Schamusowi zapewnił stanowisko szefa wytwórni Focus Features. Budżet filmu wyniósł 14 mln USD. Koszty produkcji zwróciły się już podczas pierwszego tygodnia limitowanych pokazów, a w sumie film zarobił ponad 178 milionów dolarów.

## Obsada

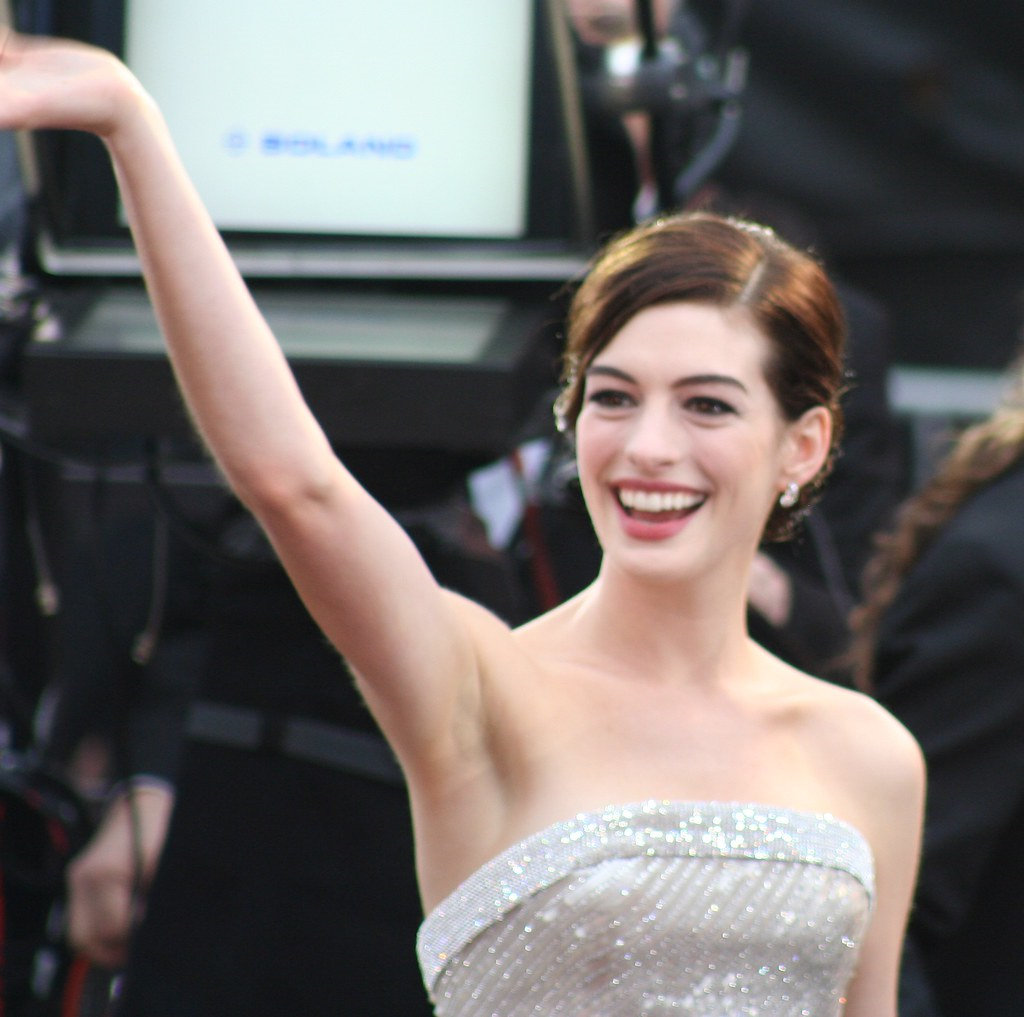
Anne Hathaway, odtwórczyni roli żony Jacka Twista

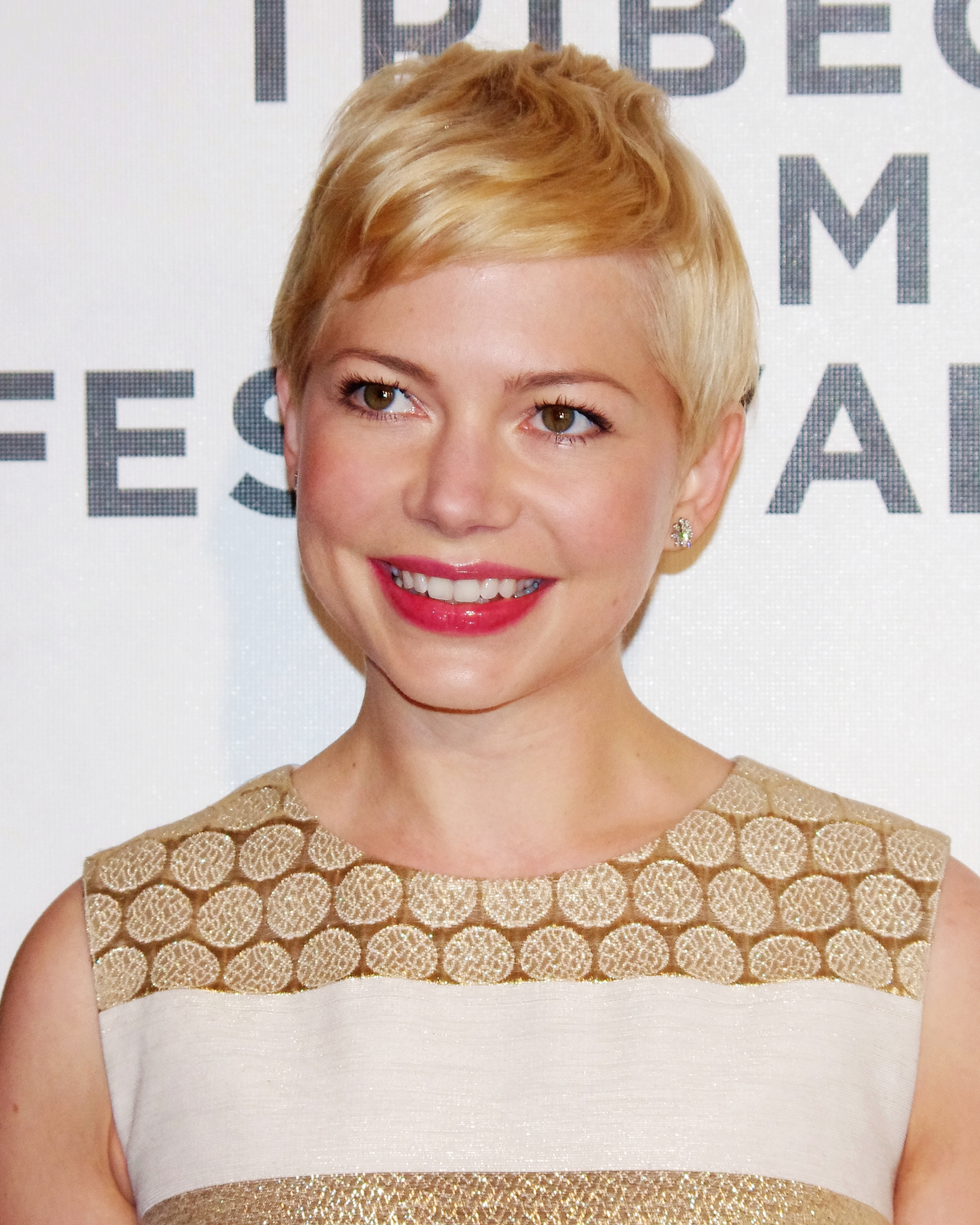
Michelle Williams, odtwórczyni roli żony Ennisa

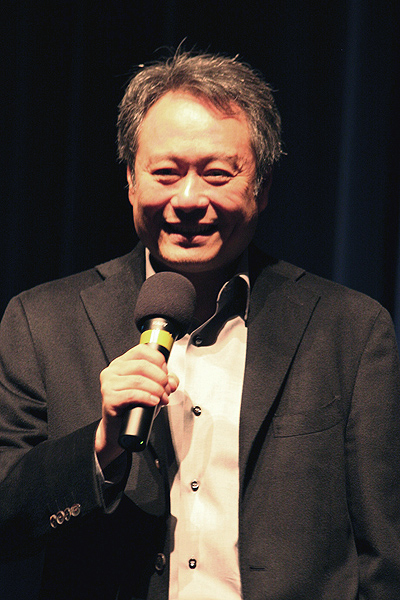
Ang Lee, reżyser filmu

(Źródło: Filmweb.pl oraz IMDb)

### Aktorzy
- Heath Ledger jako Ennis Del Mar
- Jake Gyllenhaal jako Jack Twist
- Anne Hathaway jako Lureen Newsome-Twist, żona Jacka
- Michelle Williams jako Alma Beers Del Mar, żona Ennisa
- Randy Quaid jako Joe Aguirre, hodowca owiec
- Anna Faris jako Lashawn Malone
- Valerie Planche jako kelnerka
- Graham Beckel jako L. D. Newsome, teść Jacka
- David Harbour jako Randall Malone
- Kade Phillips jako 9 l. Ennis
- Steffen Cole Moser jako 11 l. K. E. Del Mar, brat Ennisa
- Jake Church jako 10 l. Bobby, syn Jacka
- Kate Mara jako 19 l. Alma, córka Ennisa
- Cheyenne Hill jako 13 l. Alma, córka Ennisa
- Sarah Hyslop jako 9-12 l. Alma, córka Ennisa
- Keanna Dubé jako 5 l. Alma, córka Ennisa
- Hannah Stewart jako 3 l. Alma, córka Ennisa
- Cayla Wolever jako 11 l. Jenny, córka Ennisa
- Jacey Kenny jako 7-8 l. Jenny, córka Ennisa
- Brooklynn Proulx jako 4 l. Jenny, córka Ennisa
- Roberta Maxwell jako matka Jacka
- Peter McRobbie jako John Twist, ojciec Jacka
- Linda Cardellini jako Cassie
- Scott Michael Campbell jako Monroe, drugi mąż Almy
- David Trimble jako Bask
- Tom Carey jako Jimbo
- Larry Reese jako Jolly Minister
- Marty Antonini jako Timmy
- Mary Liboiron jako Fayette Newsome, teściowa Jacka
- Will Martin jako Carl

### Ekipa
- Ang Lee – reżyser
- Larry McMurtry i Diana Ossana – scenariusz
- Rodrigo Prieto – zdjęcia
- Gustavo Santaolalla – muzyka
- Judy Becker i Laura Ballinger – scenografia
- James Schamus, Murray Ord i Diana Ossana – produkcja
- Michael Hausman, Larry McMurtry, Tom Cox, Jordy Randall, Michael Costigan i William Pohlad – producenci wykonawczy
- Dylan Tichenor i Geraldine Peroni – montaż
- Marit Allen – kostiumy
- Avy Kaufman – casting

## Nagrody i nominacje
Tajemnica Brokeback Mountain zdobył dla swoich twórców w sumie 80 branżowych nagród i 64 nominacje w różnych kategoriach. Jest pierwszym filmem w historii kina, który, mimo że zdobył wszystkie trzy główne nagrody amerykańskich organizacji filmowych: Writers Guild of America (nagradzającej najlepsze scenariusze), Directors Guild of America (nagradzającej najlepszych reżyserów) i Producer's Guild of America (nagradzającej producentów najlepszych filmów) ostatecznie nie otrzymał Oscara w kategorii dla najlepszego filmu. Oscar przyznany Angowi Lee jest pierwszym Oscarem w kategorii reżyserskiej przyznanym twórcy azjatyckiemu (Ang Lee pochodzi z Tajwanu).

### W 2005
| Nagrody Festiwalu Filmowego w Wenecji               | Nagrody Festiwalu Filmowego w Wenecji | Nagrody Festiwalu Filmowego w Wenecji                                                                      | Nagrody Festiwalu Filmowego w Wenecji                                 |
| --------------------------------------------------- | ------------------------------------- | --- | --------------------------------------------------------------------- |
| Rezultat                                            | Nagroda                               | Uhonorowany                                                                                                | Kategoria                                                             |
| Nagroda                                             | Złoty Lew                             | Ang Lee |                                                                       |
| Nagrody Boston Society of Film Critics              |                                       | |                                                                       |
| Rezultat                                            | Nagroda                               | Uhonorowany                                                                                                | Kategoria                                                             |
| Nagroda                                             | BSFC Award                            | Ang Lee | Najlepszy reżyser                                                     |
| Nagroda                                             | BSFC Award                            | Brokeback Mountain                                                                                         | Najlepszy obraz filmowy                                               |
| Nagrody Dallas-Fort Worth Film Critics Association  |                                       | |                                                                       |
| Rezultat                                            | Nagroda                               | Uhonorowany                                                                                                | Kategoria                                                             |
| Nagroda                                             | DFWFCA Award                          | Rodrigo Prieto                                                                                             | Najlepsze zdjęcia filmowe                                             |
| Nagroda                                             | DFWFCA Award                          | Ang Lee | Najlepszy reżyser                                                     |
| Nagroda                                             | DFWFCA Award                          | Brokeback Mountain                                                                                         | Najlepszy obraz filmowy                                               |
| Nagroda                                             | DFWFCA Award                          | Larry McMurtry i Diana Ossana                                                                              | Najlepszy scenariusz                                                  |
| Nagrody Florida Film Critics Circle                 |                                       | |                                                                       |
| Rezultat                                            | Nagroda                               | Uhonorowany                                                                                                | Kategoria                                                             |
| Nagroda                                             | FFCC Award                            | Rodrigo Prieto                                                                                             | Najlepsze zdjęcia filmowe                                             |
| Nagroda                                             | FFCC Award                            | Ang Lee | Najlepszy reżyser                                                     |
| Nagroda                                             | FFCC Award                            | Brokeback Mountain                                                                                         | Najlepszy film                                                        |
| Nagroda                                             | FFCC Award                            | Larry McMurtry i Diana Ossana                                                                              | Najlepszy scenariusz                                                  |
| Nagrody Gotham                                      |                                       | |                                                                       |
| Rezultat                                            | Nagroda                               | Uhonorowany                                                                                                | Kategoria                                                             |
| Nominacja                                           | Gotham Award                          | Heath Ledger, Jake Gyllenhaal, Michelle Williams, Anne Hathaway, Linda Cardellini, Randy Quaid, Anna Faris | Najlepszy zespół aktorski w obsadzie                                  |
| Nominacja                                           | Gotham Award                          | Ang Lee | Najlepszy film                                                        |
| Nagrody Las Vegas Film Critics Society              |                                       | |                                                                       |
| Rezultat                                            | Nagroda                               | Uhonorowany                                                                                                | Kategoria                                                             |
| Nagroda                                             | Sierra Award                          | Heath Ledger                                                                                               | Najlepszy aktor                                                       |
| Nagroda                                             | Sierra Award                          | Ang Lee | Najlepszy reżyser                                                     |
| Nagroda                                             | Sierra Award                          | Brokeback Mountain                                                                                         | Najlepszy obraz filmowy                                               |
| Nagroda                                             | Sierra Award                          | Gustavo Santaolalla                                                                                        | Najlepsze osiągnięcia                                                 |
| Nagrody Los Angeles Film Critics Association        |                                       | |                                                                       |
| Rezultat                                            | Nagroda                               | Uhonorowany                                                                                                | Kategoria                                                             |
| Nagroda                                             | LAFCA Award                           | Ang Lee | Najlepszy reżyser                                                     |
| Nagroda                                             | LAFCA Award                           | Brokeback Mountain                                                                                         | Najlepszy obraz filmowy                                               |
| Nagrody National Board of Review, USA               |                                       | |                                                                       |
| Rezultat                                            | Nagroda                               | Uhonorowany                                                                                                | Kategoria                                                             |
| Nagroda                                             | NBR Award                             | Ang Lee | Najlepszy reżyser                                                     |
| Nagroda                                             | NBR Award                             | Jake Gyllenhaal                                                                                            | Najlepszy aktor drugoplanowy                                          |
| Nagrody New York Film Critics Circle                |                                       | |                                                                       |
| Rezultat                                            | Nagroda                               | Uhonorowany                                                                                                | Kategoria                                                             |
| Nagroda                                             | NBR Award                             | Ang Lee | Najlepszy reżyser                                                     |
| Nagroda                                             | NBR Award                             | Heath Ledger                                                                                               | Najlepszy aktor                                                       |
| Nagroda                                             | NBR Award                             | Brokeback Mountain                                                                                         | Najlepszy film                                                        |
| Nagrody Phoenix Film Critics Society                |                                       | |                                                                       |
| Rezultat                                            | Nagroda                               | Uhonorowany                                                                                                | Kategoria                                                             |
| Nagroda                                             | PFCS Award                            | Rodrigo Prieto                                                                                             | Najlepsze zdjęcia filmowe                                             |
| Nagroda                                             | PFCS Award                            | Heath Ledger                                                                                               | Najlepsza kreacja dla aktora w głównej roli                           |
| Nagroda                                             | PFCS Award                            | Jake Gyllenhaal                                                                                            | Najlepsza kreacja dla aktora w roli drugoplanowej                     |
| Nagroda                                             | PFCS Award                            | Michelle Williams                                                                                          | Najlepsza kreacja dla aktorki w roli drugoplanowej                    |
| Nagroda                                             | PFCS Award                            | Larry McMurtry i Diana Ossana                                                                              | Najlepszy scenariusz adaptowany z innego medium                       |
| Nagrody San Diego Film Critics Society              |                                       | |                                                                       |
| Rezultat                                            | Nagroda                               | Uhonorowany                                                                                                | Kategoria                                                             |
| Nagroda                                             | Nagroda specjalna                     | Jake Gyllenhaal                                                                                            | Zasadniczy wkład pracy w filmach Brokeback Mountain, Jarhead i Dowód  |
| Nagrody San Francisco Film Critics Circle           |                                       | |                                                                       |
| Rezultat                                            | Nagroda                               | Uhonorowany                                                                                                | Kategoria                                                             |
| Nagroda                                             | SFFCC Award                           | Heath Ledger                                                                                               | Najlepszy aktor                                                       |
| Nagroda                                             | SFFCC Award                           | Ang Lee | Najlepszy reżyser                                                     |
| Nagroda                                             | SFFCC Award                           | Brokeback Mountain                                                                                         | Najlepszy obraz filmowy                                               |
| Nagrody Międzynarodowej Akademii Prasy              |                                       | |                                                                       |
| Rezultat                                            | Nagroda                               | Uhonorowany                                                                                                | Kategoria                                                             |
| Nagroda                                             | Satellite Award                       | Ang Lee | Wybitny reżyser                                                       |
| Nagroda                                             | Satellite Award                       | Geraldine Peroni i Dylan Tichenor                                                                          | Wybitny montaż filmowy                                                |
| Nagroda                                             | Satellite Award                       | Brokeback Mountain                                                                                         | Wybitny obraz filmowy, dramat                                         |
| Nagroda                                             | Satellite Award                       | Gustavo Santaolalla i Bernie Taupin                                                                        | Wybitny oryginalny utwór dla piosenki A Love That Will Never Grow Old |
| Nominacja                                           | Satellite Award                       | Heath Ledger                                                                                               | Wybitny aktor w obrazie filmowym, dramat                              |
| Nominacja                                           | Satellite Award                       | Jake Gyllenhaal                                                                                            | Wybitny aktor w roli drugoplanowej, dramat                            |
| Nominacja                                           | Satellite Award                       | Gustavo Santaolalla                                                                                        | Wybitne oryginalne osiągnięcia                                        |
| Nominacja                                           | Satellite Award                       | Larry McMurtry i Diana Ossana                                                                              | Wybitny scenariusz, adaptację                                         |
| Nagrody Southeastern Film Critics Association       |                                       | |                                                                       |
| Rezultat                                            | Nagroda                               | Uhonorowany                                                                                                | Kategoria                                                             |
| Nagroda                                             | SEFCA Award                           | Ang Lee | Najlepszy reżyser                                                     |
| Nagroda                                             | SEFCA Award                           | Brokeback Mountain                                                                                         | Najlepszy obraz filmowy                                               |
| Nagroda                                             | SEFCA Award                           | Larry McMurtry i Diana Ossana                                                                              | Najlepszy scenariusz, Adapted                                         |
| Europejska Nagroda Filmowa                          |                                       | |                                                                       |
| Rezultat                                            | Nagroda                               | Uhonorowany                                                                                                | Kategoria                                                             |
| Nominacja                                           | Screen International Award            | Ang Lee | Filmy pozaeuropejskie                                                 |
| Nagrody Washington DC Area Film Critics Association |                                       | |                                                                       |
| Rezultat                                            | Nagroda                               | Uhonorowany                                                                                                | Kategoria                                                             |
| Nominacja                                           | WAFCA Award                           | Heath Ledger                                                                                               | Najlepszy aktor                                                       |
| Nominacja                                           | WAFCA Award                           | Ang Lee | Najlepszy reżyser                                                     |
| Nominacja                                           | WAFCA Award                           | Brokeback Mountain                                                                                         | Najlepszy obraz filmowy                                               |
| Nominacja                                           | WAFCA Award                           | Larry McMurtry i Diana Ossana                                                                              | Najlepszy scenariusz – adaptację                                      |
| Nominacja                                           | WAFCA Award                           | Michelle Williams                                                                                          | Najlepsza aktorka drugoplanowa                                        |

(Źródło: IMDb)

### W 2006
| Nagrody Amerykańskiej Akademii Filmowej                              | Nagrody Amerykańskiej Akademii Filmowej   | Nagrody Amerykańskiej Akademii Filmowej                                                                                     | Nagrody Amerykańskiej Akademii Filmowej                                                      |
| -------------------------------------------------------------------- | ----------------------------------------- | --- | -------------------------------------------------------------------------------------------- |
| Rezultat                                                             | Nagroda                                   | Uhonorowany | Kategoria                                                                                    |
| Nagroda                                                              | Oscar                                     | Ang Lee | Największe osiągnięcie w reżyserii                                                           |
| Nagroda                                                              | Oscar                                     | Gustavo Santaolalla | Największe osiągnięcie w oryginalnej muzyce skomponowanej do filmu                           |
| Nagroda                                                              | Oscar                                     | Larry McMurtry i Diana Ossana                                                                                               | Najlepszy scenariusz adaptowany                                                              |
| Nominacja                                                            | Oscar                                     | Rodrigo Prieto | Najlepsze osiągnięcie w zdjęciach filmowych                                                  |
| Nominacja                                                            | Oscar                                     | Diana Ossana i James Schamus                                                                                                | Najlepszy obraz filmowy roku                                                                 |
| Nominacja                                                            | Oscar                                     | Heath Ledger | Najlepsza kreacja dla aktora w głównej roli                                                  |
| Nominacja                                                            | Oscar                                     | Jake Gyllenhaal | Najlepsza kreacja dla aktora w roli drugoplanowej                                            |
| Nominacja                                                            | Oscar                                     | Michelle Williams | Najlepsza kreacja dla aktorki w roli drugoplanowej                                           |
| Nagrody Norwegian Film Institute w Haugesund                         |                                           | |                                                                                              |
| Rezultat                                                             | Nagroda                                   | Uhonorowany | Kategoria                                                                                    |
| Nominacja                                                            | Amanda Award                              | Ang Lee | Najlepszy fabularny film zagraniczny                                                         |
| Nagrody Amerykańskiego Stowarzyszenia Montażystów (ACE)              |                                           | |                                                                                              |
| Rezultat                                                             | Nagroda                                   | Uhonorowany | Kategoria                                                                                    |
| Nominacja                                                            | Eddie                                     | Geraldine Peroni i Dylan Tichenor                                                                                           | Najlepszy montaż w fabularnym filmie dramatycznym                                            |
| Nagrody Amerykańskiego Stowarzyszenia Operatorów Filmowych (ASC)     |                                           | |                                                                                              |
| Rezultat                                                             | Nagroda                                   | Uhonorowany | Kategoria                                                                                    |
| Nominacja                                                            | ASC Award                                 | Rodrigo Prieto | Wybitne osiągnięcie w zdjęciach do filmu kinowego                                            |
| Nagrody Australian Film Institute                                    |                                           | |                                                                                              |
| Rezultat                                                             | Nagroda                                   | Uhonorowany | Kategoria                                                                                    |
| Nagroda                                                              | International Award                       | Heath Ledger | Najlepszy aktor                                                                              |
| Nagrody Brytyjskiej Akademii Sztuk Filmowych i Telewizyjnych (BAFTA) |                                           | |                                                                                              |
| Rezultat                                                             | Nagroda                                   | Uhonorowany | Kategoria                                                                                    |
| Nagroda                                                              | BAFTA Film Award                          | Diana Ossana i James Schamus                                                                                                | Najlepszy film                                                                               |
| Nagroda                                                              | BAFTA Film Award                          | Jake Gyllenhaal | Najlepsza kreacja dla aktora w roli drugoplanowej                                            |
| Nagroda                                                              | BAFTA Film Award                          | Larry McMurtry i Diana Ossana                                                                                               | Najlepszy scenariusz-adaptację                                                               |
| Nagroda                                                              | David Lean Award                          | Ang Lee | za reżyserię                                                                                 |
| Nominacja                                                            | Anthony Asquith Award                     | Gustavo Santaolalla | za muzykę filmową                                                                            |
| Nominacja                                                            | BAFTA Film Award                          | Rodrigo Prieto | Najlepsze zdjęcia filmowe                                                                    |
| Nominacja                                                            | BAFTA Film Award                          | Geraldine Peroni i Dylan Tichenor                                                                                           | Najlepszy montaż                                                                             |
| Nominacja                                                            | BAFTA Film Award                          | Heath Ledger | Najlepsza kreacja dla aktora w głównej roli                                                  |
| Nominacja                                                            | BAFTA Film Award                          | Michelle Williams | Najlepsza kreacja dla aktorki w roli drugoplanowej                                           |
| Nagrody BMI Film & TV                                                |                                           | |                                                                                              |
| Rezultat                                                             | Nagroda                                   | Uhonorowany | Kategoria                                                                                    |
| Nagroda                                                              | BMI Film Music Award                      | Gustavo Santaolalla |                                                                                              |
| Nagrody Bodil (Dania)                                                |                                           | |                                                                                              |
| Rezultat                                                             | Nagroda                                   | Uhonorowany | Kategoria                                                                                    |
| Nominacja                                                            | Bodil Award                               | Ang Lee | Najlepszy film amerykański                                                                   |
| Nagrody Broadcast Film Critics Association                           |                                           | |                                                                                              |
| Rezultat                                                             | Nagroda                                   | Uhonorowany | Kategoria                                                                                    |
| Nagroda                                                              | Critics Choice Award                      | Ang Lee | Najlepszy reżyser                                                                            |
| Nagroda                                                              | Critics Choice Award                      | Brokeback Mountain | Najlepszy obraz filmowy                                                                      |
| Nagroda                                                              | Critics Choice Award                      | Michelle Williams | Najlepsza aktorka drugoplanowa (wspólnie z Amy Adams w Świetlik)                             |
| Nominacja                                                            | Critics Choice Award                      | Heath Ledger | Najlepszy aktor                                                                              |
| Nominacja                                                            | Critics Choice Award                      | Gustavo Santaolalla | Najlepszy kompozytor                                                                         |
| Nominacja                                                            | Critics Choice Award                      | Emmylou Harris w A Love That Will Never Grow Old                                                                            | Najlepsza piosenka                                                                           |
| Nominacja                                                            | Critics Choice Award                      | Jake Gyllenhaal | Najlepszy aktor drugoplanowy                                                                 |
| Nominacja                                                            | Critics Choice Award                      | Larry McMurtry i Diana Ossana                                                                                               | Najlepszy pisarz                                                                             |
| Nagrody Casting Society of America, USA                              |                                           | |                                                                                              |
| Rezultat                                                             | Nagroda                                   | Uhonorowany | Kategoria                                                                                    |
| Nagroda                                                              | Artios                                    | Avy Kaufman | Najlepszy casting w fabularnym filmie dramatycznym                                           |
| Nagrody Central Ohio Film Critics Association                        |                                           | |                                                                                              |
| Rezultat                                                             | Nagroda                                   | Uhonorowany | Kategoria                                                                                    |
| Nagroda                                                              | COFCA Award                               | Heath Ledger | Aktor roku również za role w filmach Nieustraszeni bracia Grimm, Casanova i Królowie Dogtown |
| Nagroda                                                              | COFCA Award                               | Heath Ledger | Best Lead Performance                                                                        |
| Nagroda                                                              | COFCA Award                               | Larry McMurtry i Diana Ossana                                                                                               | Najlepszy scenariusz                                                                         |
| Nagrody Chicago Film Critics Association                             |                                           | |                                                                                              |
| Rezultat                                                             | Nagroda                                   | Uhonorowany | Kategoria                                                                                    |
| Nagroda                                                              | CFCA Award                                | Rodrigo Prieto | Najlepsze zdjęcia filmowe                                                                    |
| Nagroda                                                              | CFCA Award                                | Gustavo Santaolalla | Najlepsze oryginalne osiągnięcia                                                             |
| Nominacja                                                            | CFCA Award                                | Heath Ledger | Najlepszy aktor                                                                              |
| Nominacja                                                            | CFCA Award                                | Ang Lee | Najlepszy reżyser                                                                            |
| Nominacja                                                            | CFCA Award                                | Brokeback Mountain | Najlepszy obraz filmowy                                                                      |
| Nominacja                                                            | CFCA Award                                | Larry McMurtry i Diana Ossana                                                                                               | Najlepszy scenariusz                                                                         |
| Nominacja                                                            | CFCA Award                                | Jake Gyllenhaal | Najlepszy aktor drugoplanowy                                                                 |
| Nominacja                                                            | CFCA Award                                | Michelle Williams | Najlepsza aktorka drugoplanowa                                                               |
| Nagrody Chlotrudis                                                   |                                           | |                                                                                              |
| Rezultat                                                             | Nagroda                                   | Uhonorowany | Kategoria                                                                                    |
| Nagroda                                                              | Chlotrudis Award                          | Larry McMurtry i Diana Ossana                                                                                               | Najlepszy adaptowany scenariusz                                                              |
| Nagroda                                                              | Chlotrudis Award                          | Ang Lee | Najlepszy reżyser                                                                            |
| Nominacja                                                            | Chlotrudis Award                          | Heath Ledger | Najlepszy aktor                                                                              |
| Nominacja                                                            | Chlotrudis Award                          | Brokeback Mountain | Najlepszy film                                                                               |
| Nagrody David di Donatello                                           |                                           | |                                                                                              |
| Rezultat                                                             | Nagroda                                   | Uhonorowany | Kategoria                                                                                    |
| Nominacja                                                            | David                                     | Ang Lee | Najlepszy film zagraniczny                                                                   |
| Nagrody Directors Guild of America, USA                              |                                           | |                                                                                              |
| Rezultat                                                             | Nagroda                                   | Uhonorowany | Kategoria                                                                                    |
| Nagroda                                                              | DGA Award                                 | Ang Lee, Scott Ferguson, Tom Benz, Michael Hausman, Pierre Tremblay, Brad Moerke                                            | Wybitne osiągnięcie reżyserskie w filmie                                                     |
| Nagrody GLAAD Media                                                  |                                           | |                                                                                              |
| Rezultat                                                             | Nagroda                                   | Uhonorowany | Kategoria                                                                                    |
| Nagroda                                                              | GLAAD Media Awards                        | Brokeback Mountain | Wybitny film – szeroka promocja (wide release)                                               |
| Nagrody Glitter                                                      |                                           | |                                                                                              |
| Rezultat                                                             | Nagroda                                   | Uhonorowany | Kategoria                                                                                    |
| Nagroda                                                              | Glitter Award                             | Brokeback Mountain | Najlepszy obraz filmowy                                                                      |
| Nagrody Hollywoodzkiego Stowarzyszenia Prasy Zagranicznej            |                                           | |                                                                                              |
| Rezultat                                                             | Nagroda                                   | Uhonorowany | Kategoria                                                                                    |
| Nagroda                                                              | Złoty Glob                                | Ang Lee | Najlepszy reżyser – film                                                                     |
| Nagroda                                                              | Złoty Glob                                | Brokeback Mountain | Najlepszy obraz filmowy – dramat                                                             |
| Nagroda                                                              | Złoty Glob                                | Gustavo Santaolalla (muzyka), Bernie Taupin (słowa) za piosenkę A Love That Will Never Grow Old                             | Najlepszy oryginalna piosenka w obrazie filmowym                                             |
| Nagroda                                                              | Złoty Glob                                | Larry McMurtry i Diana Ossana                                                                                               | Najlepszy scenariusz w obrazie filmowym                                                      |
| Nominacja                                                            | Złoty Glob                                | Gustavo Santaolalla | Najlepsze oryginalne osiągnięcie w obrazie filmowym                                          |
| Nominacja                                                            | Złoty Glob                                | Heath Ledger | Najlepsza kreacja dla aktora w filmowym obrazie dramatycznym                                 |
| Nominacja                                                            | Złoty Glob                                | Michelle Williams | Najlepsza kreacja dla aktorki w roli drugoplanowej w filmowym obrazie dramatycznym           |
| Nagrody Golden Trailer                                               |                                           | |                                                                                              |
| Rezultat                                                             | Nagroda                                   | Uhonorowany | Kategoria                                                                                    |
| Nominacja                                                            | Golden Trailer                            | Brokeback Mountain | Najlepszy romams                                                                             |
| Nagrody Independent Spirit                                           |                                           | |                                                                                              |
| Rezultat                                                             | Nagroda                                   | Uhonorowany | Kategoria                                                                                    |
| Nagroda                                                              | Independent Spirit Award                  | Ang Lee | Najlepszy reżyser                                                                            |
| Nagroda                                                              | Independent Spirit Award                  | James Schamus i Diana Ossana                                                                                                | Najlepszy film fabularny                                                                     |
| Nominacja                                                            | Independent Spirit Award                  | Heath Ledger | Najlepsza główna rola męska                                                                  |
| Nominacja                                                            | Independent Spirit Award                  | Michelle Williams | Najlepsza drugoplanowa rola kobieca                                                          |
| Nagrody London Critics Circle Film                                   |                                           | |                                                                                              |
| Rezultat                                                             | Nagroda                                   | Uhonorowany | Kategoria                                                                                    |
| Nagroda                                                              | ALFS Award                                | Ang Lee | Reżyser roku                                                                                 |
| Nagroda                                                              | ALFS Award                                | Brokeback Mountain | Film roku                                                                                    |
| Nominacja                                                            | ALFS Award                                | Heath Ledger | Aktor roku                                                                                   |
| Nominacja                                                            | ALFS Award                                | James Schamus i Diana Ossana                                                                                                | Scenarzysta roku                                                                             |
| Nagrody Filmowe MTV                                                  |                                           | |                                                                                              |
| Rezultat                                                             | Nagroda                                   | Uhonorowany | Kategoria                                                                                    |
| Nagroda                                                              | MTV Movie Award                           | Jake Gyllenhaal i Heath Ledger                                                                                              | Najlepszy pocałunek                                                                          |
| Nagroda                                                              | MTV Movie Award                           | Jake Gyllenhaal | Najlepsza kreacja aktorska                                                                   |
| Nagrody NRJ Ciné                                                     |                                           | |                                                                                              |
| Rezultat                                                             | Nagroda                                   | Uhonorowany | Kategoria                                                                                    |
| Nominacja                                                            | NRJ Ciné Award                            | Jake Gyllenhaal i Heath Ledger                                                                                              | Najlepszy pocałunek                                                                          |
| Nagrody Nikkan Sports Film                                           |                                           | |                                                                                              |
| Rezultat                                                             | Nagroda                                   | Uhonorowany | Kategoria                                                                                    |
| Nagroda                                                              | Nikkan Sports Film Award                  | Brokeback Mountain | Najlepszy film zagraniczny                                                                   |
| Nagrody Online Film Critics Society                                  |                                           | |                                                                                              |
| Rezultat                                                             | Nagroda                                   | Uhonorowany | Kategoria                                                                                    |
| Nagroda                                                              | OFCS Award                                | Gustavo Santaolalla | Najlepszy oryginalne osiągnięcie                                                             |
| Nagroda                                                              | OFCS Award                                | James Schamus i Diana Ossana                                                                                                | Najlepszy scenariusz, adaptację                                                              |
| Nominacja                                                            | OFCS Award                                | Heath Ledger | Najlepszy aktor                                                                              |
| Nominacja                                                            | OFCS Award                                | Rodrigo Prieto | Najlepsze zdjęcia filmowe                                                                    |
| Nominacja                                                            | OFCS Award                                | Ang Lee | Najlepszy reżyser                                                                            |
| Nominacja                                                            | OFCS Award                                | Brokeback Mountain | Najlepszy obraz filmowy                                                                      |
| Nominacja                                                            | OFCS Award                                | Jake Gyllenhaal | Najlepszy aktor drugoplanowy                                                                 |
| Nominacja                                                            | OFCS Award                                | Michelle Williams | Najlepsza aktorka drugoplanowa                                                               |
| Nagrody Producer's Guild of America                                  |                                           | |                                                                                              |
| Rezultat                                                             | Nagroda                                   | Uhonorowany | Kategoria                                                                                    |
| Nagroda                                                              | Motion Picture Producer of the Year Award | Diana Ossana i James Schamus                                                                                                | Film kinowy                                                                                  |
| Nagrody Santa Barbara International Film Festival                    |                                           | |                                                                                              |
| Rezultat                                                             | Nagroda                                   | Uhonorowany | Kategoria                                                                                    |
| Nagroda                                                              | Najbardziej przełomowy występ roku        | Heath Ledger |                                                                                              |
| Nagrody Amerykańskiej Gildii Aktorów Filmowych (SAG)                 |                                           | |                                                                                              |
| Rezultat                                                             | Nagroda                                   | Uhonorowany | Kategoria                                                                                    |
| Nominacja                                                            | SAG Awards, aktor                         | Linda Cardellini, Anna Faris, Jake Gyllenhaal, Anne Hathaway, Heath Ledger, Randy Quaid, Michelle Williams                  | Wybitne kreacje dla obsady w obrazie filmowym                                                |
| Nominacja                                                            | SAG Awards, aktor                         | Michelle Williams | Wybitna kreacja kobieca dla aktorki w roli drugoplanowej                                     |
| Nominacja                                                            | SAG Awards, aktor                         | Heath Ledger | Wybitna kreacja męska dla aktora w głównej roli                                              |
| Nominacja                                                            | SAG Awards, aktor                         | Jake Gyllenhaal | Wybitna kreacja męska dla aktora w roli drugoplanowej                                        |
| Nagrody USC Scripter                                                 |                                           | |                                                                                              |
| Rezultat                                                             | Nagroda                                   | Uhonorowany | Kategoria                                                                                    |
| Nominacja                                                            | USC Scripter Award                        | Larry McMurtry, Diana Ossana, Annie Proulx                                                                                  |                                                                                              |
| Nagrody Vancouver Film Critics Circle                                |                                           | |                                                                                              |
| Rezultat                                                             | Nagroda                                   | Uhonorowany | Kategoria                                                                                    |
| Nagroda                                                              | VFCC Award                                | Ang Lee | Najlepszy reżyser                                                                            |
| Nagrody World Soundtrack                                             |                                           | |                                                                                              |
| Rezultat                                                             | Nagroda                                   | Uhonorowany | Kategoria                                                                                    |
| Nagroda                                                              | Public Choice Award                       | Gustavo Santaolalla |                                                                                              |
| Nominacja                                                            | World Soundtrack Award                    | Gustavo Santaolalla (muzyka), Bernie Taupin (słowa), Emmylou Harris (wykonanie) za piosenkę A Love That Will Never Grow Old | Najlepsza oryginalna piosenka napisana do filmu                                              |
| Nominacja                                                            | World Soundtrack Award                    | Gustavo Santaolalla | Najlepsza oryginalna ścieżka dźwiękowa roku                                                  |
| Nagrody Writers Guild of America, USA                                |                                           | |                                                                                              |
| Rezultat                                                             | Nagroda                                   | Uhonorowany | Kategoria                                                                                    |
| Nagroda                                                              | WGA Award (Screen)                        | Larry McMurtry i Diana Ossana                                                                                               | Najlepszy zaadaptowany scenariusz                                                            |

(Źródło: IMDb)

### W 2007
| Nagrody Francuskiej Akademii Sztuki i Techniki Filmowej          | Nagrody Francuskiej Akademii Sztuki i Techniki Filmowej | Nagrody Francuskiej Akademii Sztuki i Techniki Filmowej | Nagrody Francuskiej Akademii Sztuki i Techniki Filmowej                                                         |
| ---------------------------------------------------------------- | ------------------------------------------------------- | ------------------------------------------------------- | --- |
| Rezultat                                                         | Nagroda                                                 | Uhonorowany                                             | Kategoria |
| Nominacja                                                        | César                                                   | Ang Lee                                                 | Najlepszy film zagraniczny                                                                                      |
| Nagrody Narodowej Akademii Sztuki i Techniki Rejestracji (NARAS) |                                                         |                                                         | |
| Rezultat                                                         | Nagroda                                                 | Uhonorowany                                             | Kategoria |
| Nominacja                                                        | Grammy                                                  | Gustavo Santaolalla                                     | Najlepsza ścieżka dźwiękowa do filmu, telewizji lub innych wizualnych mediów w formie składanki „różni artyści” |

(Źródło: IMDb)